# The Deer's Cry
The Deer's Cry est une œuvre pour chœur mixte a cappella écrite par Arvo Pärt, compositeur estonien associé au mouvement de musique minimaliste.

## Historique
Composée en 2007, cette œuvre est une commande de la Louth Contemporary Music Society et est dédiée à Eric Marinitsch.

## Discographie
- Sur le disque Creator Spiritus, par le Theatre of Voices dirigé par Paul Hillier chez Harmonia Mundi, 2012.